# Caterina Albert i Paradís
Caterina Albert i Paradís (l'Escala, 11 de setembro de 1869 — l'Escala, 27 de janeiro de 1966) que utilizou em seus trabalhos o nome de  Víctor Català foi uma escritora , autora teatral e poeta catalã, que participou do movimento modernista. Foi a autora do romance Solitud (1905), um dos trabalhos mais representativos do gênero.

## História
Logo em seus primeiros trabalhos passou a usar o pseudônimo masculino Victor Català, nome de um personagem de um de seus romances nunca publicado.
Começou a sua carreira literária muito jovem escrevendo como colaboradora do l’Almanach de L'Esquella de la Torratxa, uma publicação de humor satírico. Suas habilidades como escritora foram reconhecidas em 1898, quando recebeu o prêmio da Acadèmia dels Jòcs Florals pelo poema “Lo llibre nou” (O livro novo) e o monólogo e “La infanticida” (Infanticídio).
Em 1901 publicou o seu primeiro livro uma coletânea de poemas que recebeu o nome de Lo cant dels mesos  (A canção dos meses). Caterina foi também uma desenhista, pintora e escultora, habilidades que não fizeram parte de sua carreira profissional. Participou de uma única exposição em Barcelona no Cercle Artístic de Sant Lluc em dezembro de 1955.

## Livros publicados
A carreira literária de Víctor Català pode ser dividida em três períodos distintos:
- Modernismo

- - "El cant dels mesos" (1901), coleção de poemas
  - "Llibre Blanc-Policromi-Tríptic" (1905), coleção de poemas
  - "Quatre monòlegs" (1901), rcoleção de monólogos
  - "Drames rurals" (1902), coleção de contos
  - "Ombrívoles" (1904), coleção de contos
  - "Caires Vius" (1907), rcoleção de contos
  - "Solitud" (1905), romance
- Segunda etapa, de1907 até o final da Guerra civil espanhola
  - "La Mare-Balena" (1920), coleção de contos
  - "Un film (3.000 metres), (1926), romance
  - "Marines" (1928), antologia.
  - "Contrallums" (1930), coleção de contos
- Pós-guerra
  - "Retablo" (1944), coleção de contos em catalão
  - "Mosaic" (1946), prosa literária
  - "Vida mòlta" (1950), coleção de contos
  - "Jubileu" (1951), prosa literária
  - "Obres Completes" (1951).
  - "Obres Completes" (1972)
- Publicaçãopóstuma
  - Quincalla. Mil adagis per aprendre vocabulari (2005).